# Falling in Between Tour
Falling in Between Tour es la gira de conciertos realizada por la banda de rock norteamericana Toto, la que inició en el 2006 y terminó 2008. 
Está gira tiene como propósito la promoción de su disco Falling In Between.
Toto ha visitado Norteamérica, Europa, Latinoamérica, Oceanía y Asia en esta gira.

## Lista de canciones

### Presentaciones en 2006
1. Falling In Between
2. King Of The World
3. Pamela
4. Bottom Of Your Soul
5. Caught In The Balance
6. Make Believe
7. Hold The Line
8. Stop Loving You (accoustic)
9. I'll Be Over You (accoustic)
10. Cruel (accoustic)
11. I Will Remember (accoustic)
12. Greg solo
13. Rosanna
14. Band introduction
15. Let It Go
16. Endless
17. Gift Of Faith
18. Kingdom Of Desire
19. Luke solo / The Pump
20. Simon solo / Hydra
21. Taint Your World
22. I Won't Hold You Back
23. Girl Goodbye
24. Home Of The Brave
25. Africa

### Presentaciones en 2007 y 2008
1. Falling In Between
2. King Of The World
3. Pamela
4. Bottom Of Your Soul
5. I'll Be Over You
6. Don't Chain My Heart
7. Hold the Line
8. Caught In The Balance
9. Stop Loving you
10. Cruel
11. Rosanna
12. Isolation
13. I'll Supply the Love
14. Presentación de la banda
15. Gift Of Faith
16. Kingdom Of Desire
17. Gypsy Train
18. Taint Your World
19. Drag Him To The Roof
20. Solo de teclados
21. Solo de batería
22. Africa

## Fechas del Tour
| Fecha                              | Ciudad                | País                   | Lugar                                |
| ---------------------------------- | --------------------- | ---------------------- | ------------------------------------ |
| Europa                             |                       |                        |                                      |
| 25 de febrero de 2006              | Londres               | Reino Unido            | Hammersmith Apollo                   |
| 1 de marzo de 2006                 | Helsinki              | Finlandia              | Icehalle                             |
| 3 de marzo de 2006                 | Estocolmo             | Suecia                 | Ishallen                             |
| 4 de marzo de 2006                 | Oslo                  | Noruega                | Spektrum                             |
| 6 de marzo de 2006                 | Middelfart            | Dinamarca              | Lillebæltshallerne                   |
| 7 de marzo de 2006                 | Copenhague            | Dinamarca              | Valbyhallen                          |
| 9 de marzo de 2006                 | Róterdam              | Holanda                | Ahoy                                 |
| 10 de marzo de 2006                | Essen                 | Alemania               | Grugahalle                           |
| 11 de marzo de 2006                | Fráncfort del Meno    | Alemania               | Jahrhunderthalle                     |
| 12 de marzo de 2006                | Zúrich                | Suiza                  | Hallenstadion                        |
| 14 de marzo de 2006                | Burdeos               | Francia                | Patiniore                            |
| 15 de marzo de 2006                | Toulouse              | Francia                | Le Zenith                            |
| 17 de marzo de 2006                | Marsella              | Francia                | Dome                                 |
| 18 de marzo de 2006                | Milán                 | Italia                 | Mazda                                |
| 20 de marzo de 2006                | París                 | Francia                | Le Zenith                            |
| 22 de marzo de 2006                | Bruselas              | Bélgica                | Forest National                      |
| 25 de marzo de 2006                | Kleine Scheidegg      | Suiza                  | Open-Air Kleine Scheidegg            |
| Asia-Pacífico                      |                       |                        |                                      |
| 26 de abril de 2006                | Kanawaza              | Japón                  | Koseinenkin Kaikan                   |
| 27 de abril de 2006                | Nagoya                | Japón                  | Shi Kokaido                          |
| 28 de abril de 2006                | Hiroshima             | Japón                  | Yubinchokin Hall                     |
| 1 de mayo de 2006                  | Fukuoka               | Japón                  | Shimin Kaikan                        |
| 2 de mayo de 2006                  | Osaka                 | Japón                  | Grand Cube                           |
| 1 de mayo de 2006                  | Sapporo               | Japón                  | Koseinenkin Kaikan                   |
| 6 de mayo de 2006                  | Yokohama              | Japón                  | Pacífico                             |
| 7 y 8 de mayo de 2006              | Tokio                 | Japón                  | International Forum                  |
| 14 de mayo de 2006                 | Yakarta               | Indonesia              | Plenary Hall-Convention Center       |
| 16 de mayo de 2006                 | Singapur              | Singapur               | Fort Canning Park                    |
| 19 de mayo de 2006                 | Melbourne             | Australia              | The Palace Theatre                   |
| 21 de mayo de 2006                 | Sídney                | Australia              | The Metro Theatre                    |
| Estados Unidos                     |                       |                        |                                      |
| 21 de junio de 2006                | Altuna                | Estados Unidos         | Prairie Meadows                      |
| 22 de junio de 2006                | San Carlos            | Estados Unidos         | Ameristar Casino                     |
| 24 de junio de 2006                | Nueva York            | Estados Unidos         | Irvin Plaza                          |
| 26 de junio de 2006                | Cooperstown           | Estados Unidos         | Celebrity Golf Tournament            |
| 28 de junio de 2006                | Glen Allen            | Estados Unidos         | Innsbrook Pavilion                   |
| 30 de junio de 2006                | Champion              | Estados Unidos         | Grey Rocks Amphitheatre              |
| 30 de junio de 2006                | Champion              | Estados Unidos         | Grey Rocks Amphitheatre              |
| 1 de julio de 2006                 | Jim Thorpe            | Estados Unidos         | Penn's Peak                          |
| 2 de julio de 2006                 | Ashburn               | Estados Unidos         | Belmont Country Club                 |
| 4 de julio de 2006                 | Blue Ash              | Estados Unidos         | Blue Ash Sports Center               |
| 6 de julio de 2006                 | Sault Ste. Marie      | Estados Unidos         | Kewadin Casino                       |
| 7 de julio de 2006                 | Muskegan              | Estados Unidos         | Summer Celebration                   |
| 8 de julio de 2006                 | Milwaukee             | Estados Unidos         | Milwaukee Summerfest                 |
| Europa 2                           |                       |                        |                                      |
| 12 de julio de 2006                | Atenas                | Grecia                 | Softball Arena Olympic Complex       |
| 14 de julio de 2006                | Roma                  | Italia                 | Centralino del Tenis                 |
| 15 de julio de 2006                | Massa Carrara         | Italia                 | Campo Volo                           |
| 17 de julio de 2006                | Carcassonne           | Francia                | Théâtre de la Citée                  |
| 18 de julio de 2006                | Aix Les Bains         | Francia                | Théâtre de Verdure                   |
| 19 de julio de 2006                | Sollies Pont          | Francia                | Festival des Nuits du Château        |
| 21 de julio de 2006                | Niza                  | Francia                | Jazz Festival Arènes de Cimiez       |
| 22 de julio de 2006                | Nimes                 | Francia                | Arènes                               |
| 24 de julio de 2006                | Madrid                | España                 | Sala La Riviera                      |
| 25 de julio de 2006                | Barcelona             | España                 | Razzmatazz                           |
| 27 de julio de 2006                | Tuttlingen            | Alemania               | Honberger Sommer                     |
| 29 de julio de 2006                | Tréveris              | Alemania               | Kaiserthermen                        |
| 30 de julio de 2006                | Estavayer-le-Lac      | Suiza                  | Estavayer-le-Lac                     |
| 30 de julio de 2006                | Estavayer-le-Lac      | Suiza                  | Estavayer-le-Lac                     |
| 2 de agosto de 2006                | Amberg                | Alemania               | Amberg                               |
| 4 de agosto de 2006                | Bielstein             | Alemania               | Open Air                             |
| 5 de agosto de 2006                | Datteln               | Alemania               | Open Air                             |
| 6 de agosto de 2006                | Hanau                 | Alemania               | Anfiteatro                           |
| 10 de agosto de 2006               | Hamburgo              | Alemania               | Stadtpark                            |
| 11 de agosto de 2006               | Skanderborg           | Dinamarca              | Festival                             |
| 12 de agosto de 2006               | Schwetzingen          | Alemania               | Schlossl                             |
| 15 de agosto de 2006               | Belgrado              | Serbia                 | Tasmajdan                            |
| 15 de agosto de 2006               | Burg Klam             | Austria                | Festival                             |
| Estados Unidos 2                   |                       |                        |                                      |
| 31 de agosto de 2006               | Sandy                 | Estados Unidos         | Sandy Amphitheatre                   |
| 1 de septiembre de 2006            | Las Vegas             | Estados Unidos         | Boulder Station                      |
| 9 de septiembre de 2006            | Los Ángeles           | Estados Unidos         | Wiltern Theatre                      |
| Mesoamérica                        |                       |                        |                                      |
| 11 de octubre de 2006              | Guadalajara           | México                 | Teatro Diana                         |
| 12 de octubre de 2006              | Ciudad de México      | México                 | Teatro Metropólitan                  |
| 14 de octubre de 2006              | Monterrey             | México                 | Auditorio Luiz Elizondo              |
| 15 de octubre de 2006              | Chihuahua             | México                 | Foro el Palomar                      |
| 18 de octubre de 2006              | Ciudad de Guatemala   | Guatemala              | Expocenter Calzada Rosevelth Zona 11 |
| Estados Unidos 3                   |                       |                        |                                      |
| 10 de noviembre de 2006            | Fort Pierce           | Estados Unidos         | Sunrise Theater                      |
| 12 de noviembre de 2006            | San Petersburgo       | Estados Unidos         | Vinoy Waterfront Park                |
| 14 de noviembre de 2006            | Chicago               | Estados Unidos         | House of Blues                       |
| 15 de noviembre de 2006            | Milwaukee             | Estados Unidos         | Potawatomi                           |
| Dubái                              |                       |                        |                                      |
| 9 de marzo de 2007                 | Dubái                 | Emiratos Árabes Unidos | Dubái Interantional Jazz Festival    |
| Europa 3                           |                       |                        |                                      |
| 12 de marzo de 2007                | Bristol               | Reino Unido            | Colston Hall                         |
| 13 de marzo de 2007                | Newcastle             | Reino Unido            | City Hall                            |
| 14 de marzo de 2007                | Mánchester            | Reino Unido            | Apollo                               |
| 17 de marzo de 2007                | Stuttgart             | Alemania               | Porsche Arena                        |
| 18 de marzo de 2007                | Düsseldorf            | Alemania               | Phillipshalle                        |
| 19 de marzo de 2007                | Ámsterdam             | Holanda                | Heineken Music Hall                  |
| 21 de marzo de 2007                | Múnich                | Alemania               | Olympiahalle                         |
| 22 de marzo de 2007                | Innsbruck             | Austria                | Olympia Halla                        |
| 24 de marzo de 2007                | Metz                  | Francia                | Galaxie                              |
| 26 de marzo de 2007                | París                 | Francia                | Le Zenith                            |
| 27 de marzo de 2007                | Dijon                 | Francia                | Le Zenith                            |
| 28 de marzo de 2007                | Nantes                | Francia                | Le Zenith                            |
| 30 de marzo de 2007                | Turín                 | Italia                 | Palaruffini                          |
| 1 de abril de 2007                 | Mantova               | Italia                 | Palabam                              |
| 3 de abril de 2007                 | Bilbao                | España                 | Pabellón de las Casillas             |
| 4 de abril de 2007                 | Zaragoza              | España                 | Sala Multiusos                       |
| Estados Unidos 4                   |                       |                        |                                      |
| 2 de mayo de 2007                  | Sioux Falls           | Estados Unidos         | Wash Pavillion of Arts & Science     |
| 3 de mayo de 2007                  | Council Bluffs        | Estados Unidos         | Ameristar Casino                     |
| 4 de mayo de 2007                  | Kansas City           | Estados Unidos         | Ameristar Casino                     |
| 5 de mayo de 2007                  | Minneapolis           | Estados Unidos         | Trocadero's                          |
| 23 de mayo de 2007                 | Fesno                 | Estados Unidos         | Table Mountain Casino                |
| 25 de mayo de 2007                 | Stateline             | Estados Unidos         | Harrah's                             |
| 26 de mayo de 2007                 | Las Vegas             | Estados Unidos         | Boulder Station                      |
| 1 y 2 de junio de 2007             | Jackpit               | Estados Unidos         | Cactus Pete's                        |
| 7 de junio de 2007                 | Oroville              | Estados Unidos         | Gold Country Casino                  |
| 8 de junio de 2007                 | Agoura Hills          | Estados Unidos         | Canyon Club                          |
| 9 de junio de 2007                 | Santa Ana             | Estados Unidos         | The Galaxy                           |
| 15 de junio de 2007                | Saratoga              | Estados Unidos         | Mountain Winery                      |
| 16 de junio de 2007                | Jacksonville          | Estados Unidos         | Britt Festival                       |
| 18 de junio de 2007                | Spokane               | Estados Unidos         | Big Easy                             |
| Europa 4                           |                       |                        |                                      |
| 29 de junio de 2007                | Emden                 | Alemania               | Nordseehalle                         |
| 30 de junio de 2007                | Biddinghuizen         | Holanda                | Arrow Rock Festival                  |
| 1 de julio de 2007                 | Hannover              | Alemania               | Gilde Parkbühne                      |
| 3 de julio de 2007                 | Schwerin              | Alemania               | Freilichtbühne                       |
| 5 de julio de 2007                 | Leipzig               | Alemania               | Parkbühne Open Air                   |
| 6 de julio de 2007                 | Bremerhaven           | Alemania               | Open Air Stadthalle                  |
| 7 de julio de 2007                 | Dortmund              | Alemania               | Westfallenhalle                      |
| 10 de julio de 2007                | Reikiavik             | Islandia               | Laugardalshöllin                     |
| Norteamérica                       |                       |                        |                                      |
| 14 de julio de 2007                | Walker                | Estados Unidos         | Moondance Jam                        |
| 16 de julio de 2007                | Indianápolis          | Estados Unidos         | Music Mill                           |
| 17 de julio de 2007                | Chicago               | Estados Unidos         | House of Blues                       |
| 19 de julio de 2007                | Royal Oak             | Estados Unidos         | Royal Oak Music Theatre              |
| 20, 21 y 23 de julio de 2007       | Toronto               | Canadá                 | Casino Rama                          |
| 24 de julio de 2007                | Nueva York            | Estados Unios          | B.B. Kings                           |
| Europa 5                           |                       |                        |                                      |
| 3 de agosto de 2007                | Bodø                  | Noruega                | Bodø Spektrum                        |
| 4 de agosto de 2007                | Trondheim             | Noruega                | City Square                          |
| 5 de agosto de 2007                | Ålesund               | Noruega                | Color Line Stadion                   |
| 7 de agosto de 2007                | Haugesund             | Noruega                | Silda Jazz Festival                  |
| 8 de agosto de 2007                | Årdalstangen          | Noruega                | Meieriparken                         |
| 10 de agosto de 2007               | Frederikshavn         | Dinamarca              | Arenaen                              |
| 11 de agosto de 2007               | Ringstead             | Dinamarca              | Festival                             |
| 12 de agosto de 2007               | Linköping             | Suecia                 | Cloetta Center                       |
| 14 de agosto de 2007               | Sundsvall             | Suecia                 | Sporthallen                          |
| 15 de agosto de 2007               | Umea                  | Suecia                 | Skycom Arena                         |
| 17 de agosto de 2007               | Oulun                 | Finlandia              | Oulun Pesapallostadion               |
| 18 de agosto de 2007               | Tampere               | Finlandia              | Ratinan Stadion                      |
| Sudamérica                         |                       |                        |                                      |
| 3 de noviembre de 1981             | Montevideo            | Uruguay                | Teatro de Verano                     |
| 5 y 6 de noviembre de 2007         | Buenos Aires          | Argentina              | Teatro Gran Rex                      |
| 7 de noviembre de 2007             | Córdoba               | Argentina              | Orfeo                                |
| 9 de noviembre de 2007             | Viña del Mar          | Chile                  | Anfiteatro de la Quinta Vergara      |
| 10 de noviembre de 2007            | Santiago              | Chile                  | Teatro Caupolicán                    |
| 12 de noviembre de 2007            | São Paulo             | Brasil                 | Via Funchal                          |
| 14 de noviembre de 2007            | Lima                  | Perú                   | Vértice del Museo de la Nación       |
| 16 de noviembre de 2007            | Bogotá                | Colombia               | Downtown Majestic                    |
| México                             |                       |                        |                                      |
| 31 de enero y 1 de febrero de 2008 | Ciudad de México      | México                 | Salón 21                             |
| 2 de febrero de 2008               | Puebla                | México                 | Complejo Cultural Siglo XIX          |
| 5 de febrero de 2008               | Monterrey             | México                 | Arena                                |
| 7 de febrero de 2008               | Guadalajara           | México                 | Auditorio Telmex                     |
| 8 de febrero de 2008               | León                  | México                 | PoliForum                            |
| 9 de febrero de 2008               | Santiago de Querétaro | México                 | Auditorio Josefa O.                  |
| Australia                          |                       |                        |                                      |
| 4 de marzo de 2008                 | Brisbane              | Australia              | The Tivoli                           |
| 5 de marzo de 2008                 | Sídney                | Australia              | The Enmore Theatre                   |
| 7 de marzo de 2008                 | Melbourne             | Australia              | The Palais Theatre                   |
| 8 de marzo de 2008                 | Adelaida              | Australia              | Thebarton Theatre                    |
| Asia 2                             |                       |                        |                                      |
| 10 de marzo de 2008                | Surabaya              | Indonesia              | Shangri-la                           |
| 10 de marzo de 2008                | Bandung               | Indonesia              | Sabuga Convention Hall               |
| 15 de marzo de 2008                | Kuala Lumpur          | Malasia                | Stadium Negara Indoor                |
| 21 y 21 de marzo de 2008           | Tokio                 | Japón                  | JCB Hall                             |
| 22 de marzo de 2008                | Yokohama              | Japón                  | Pacífico                             |
| 24 y 25 de marzo de 2008           | Osaka                 | Japón                  | Festival Hall                        |
| 27 de marzo de 2008                | Nagoya                | Japón                  | Century Hall                         |
| 29 de marzo de 2008                | Tokio                 | Japón                  | International Forum                  |
| 29 de marzo de 2008                | Tokio                 | Japón                  | International Forum                  |